# نفط للطيران

## نفط للطيران
هي شركة طيران إيرانية مقرها في مدينة اهواز في إيران , تعمل في نقل البضائع و المسافرين من داخل إيران و إلى المناطق المجاورة و من قواعدها الرئيسية في مطار مهرآباد الدولي في طهران و مطار الأهواز الدولي في أهواز .

## تاريخها
تأسست شركة الطيران وبدأت العمليات في عام 1992 , وفي عام 2004 رسميا أصبح يعرف باسم «انفط للطيران» وهي مملوكة ومشغلة من قبل منظمة التقاعد للمتقاعدين من شركة النفط الوطنية الإيرانية , لذلك فهي شركة مملوكة من قبل شركة خاصة منفصلة عن شركة النفط الوطنية الإيرانية. اذ لديها أكثر من 600 موظف .

## الأسطول
- 4 طائرات من نوع Fokker 100
- 6 طائرات من نوع Fokker 50
- 2 طائرة من نوع Fokker 27

## الوجهات
| المدينة    | المطار                | الدولة                   |  |
| ---------- | --------------------- | ------------------------ |  |
| أهواز      | مطار أهواز الدولي     | إيران                    |  |
| بندر عباس  | مطار بندر عباس الدولي | إيران                    |  |
| أصفهان     | مطار أصفهان الدولي    | إيران                    |  |
| جزيرة كيش  | مطار كيش الدولي       | إيران                    |  |
| مشهد       | مطار مشهد الدولي      | إيران                    |  |
| بوشهر      | مطار بوشهر            | إيران                    |  |
| طهران      | مطار مهرآباد الدولي   | إيران                    |  |
| جزيرة خارج | مطار خارج             | إيران                    |  |
| دبي        | مطار دبي الدولي       | الإمارات العربية المتحدة |  |
| دزفول      | مطار دزفول الدولي     | إيران                    |  |
| النجف      | مطار النجف الدولي     | العراق                   |  |
| رشت        | مطار رشت الدولي       | إيران                    |  |
| شيراز      | مطار شيراز الدولي     | إيران                    |  |
| ماهشهر     | مطار ماهشهر الدولي    | إيران                    |  |
| نوشهر      | مطار نوشهر            | إيران                    |  |
| يزد        | مطار يزد              | إيران                    |  |
| بهركان     | مطار بهركان           | إيران                    |  |

## المصدر
1- http://www.rmto.ir/Pages/homepage.aspx
2- http://www.naftairline.com

## وصلات خارجية
- موقع نفط للطيران
- بوابة الطيران المدني
- وزارة النقل الإيراني